# Ndognak
Ndognak est un village du département du Nkam au Cameroun. Situé dans l'arrondissement de Yabassi, il est localisé sur la route piétonne qui le relie à Dimbong. 

## Population et environnement
En 1964, le village de Ndognak avait 123 habitants, essentiellement des Bassa. La population de Ndognak était de 95 habitants dont 52 hommes et 43 femmes, lors du recensement de 2005. 